# 埃纳尔斯·雷普舍
埃纳尔斯·雷普舍（1961年12月9日—）是一名拉脱维亚政治人物，於2002年至2004年擔任拉脫維亞總理。

## 生平
雷普舍1986年毕业拉脱维亚国立大学（现在称为拉脱维亚大学），获得物理学学位（专业化-无线电电子）。他在1988年第一次进入政坛，是拉脱维亚民族独立运动（Latvian National Independence Movement，LNNK）创始人之一，民族独立运动促进了拉脱维亚从苏联独立。他在1990年当选为拉脱维亚议会议员。
1991年到2001年，雷普舍担任拉脱维亚银行（拉脱维亚的中央银行）行长，奉行紧缩的货币政策，建立了独立的拉脱维亚的新货币体系。新货币拉特的成功使雷普舍在拉脱维亚很受欢迎。
2001年雷普舍辞去了拉脱维亚银行行长职务重返政坛，参与创立了新时代党，并在在2002年的选举中获胜，2002年11月出任拉脱维亚总理。在总理任内他坚决反对腐败和逃税，几个排名靠前的政府官员，被解雇或辞职。反腐败措施和打击逃税的成功，拉脱维亚的税收年增长了30%。雷普舍政府也在预算费用实施了严格控制，减少预算赤字，从2002年占GDP的3%下降到2003年的1.8%。
2003年9月起，雷普舍和政府中的联盟伙伴拉脱维亚第一党的冲突加剧，雷普舍指责第一党抵制他的反腐败计划。2004年1月第一党退出政府，雷普舍政府成为一个少数派政府，2月被迫辞职。
2004年12月，新时代党加入了埃加尔斯·卡尔维蒂斯的联合政府，雷普舍出任国防部长。2005年12月受到腐败预防和打击局（KNAB）的一个刑事调查，由于这个调查，雷普舍辞去了国防部长的职务。2007年10月12日KNAB终止了刑事调查，没有发现任何他的不法行为。
雷普舍可疑的房地产交易、对抗性的管理风格和华丽的生活方式导致了他的声望下降，在1999年和2000年的调查中，雷普舍是拉脱维亚最值得信赖的政客，75%－80%拉脱维亚人对他有一个积极的看法。到2005年辞职，他则成为拉脱维亚政府中最不受欢迎的部长。
2009年3月12日至年2010年11月3日雷普舍担任财政部长。
雷普舍对飞行很感兴趣，爱好是飞机、建筑和绘画。